# (4260) Yanai
(4260) Yanai ist ein Hauptgürtelasteroid, der am 4. Januar 1989 von Hiroshi Kaneda und Seiji Ueda vom Observatorium in Kushiro-shi aus entdeckt wurde.
Der Asteroid wurde nach dem japanischen Astronomen Masayuki Yanai benannt.